# Distretto di Xinzhou
Il distretto di Xinzhou (新洲区S, Xīnzhōu QūP) è un distretto della Cina, situato nella provincia di Hubei e amministrato dalla città sub-provinciale di Wuhan.